# Championnat de France de football américain D3
Le championnat de France de football américain de 3e division, est une compétition sportive française de football américain organisée depuis 1995 par la Fédération française de football américain (FFFA). Il s'agit du 3e échelon national de football américain en France.
Le Casque d'Argent est le nom du trophée et le nom donné à la finale du championnat. Il est erronément assimilé à la compétition.

## Histoire
La troisième division est créée en 1989 et le nom du trophée est alors le Casque de Bronze. Elle cesse ses activités de 1990 à 1994 mais la compétition reprend en 1995. Le nom du trophée est modifié pour devenir le Casque d'Argent. La compétition est interrompue une nouvelle fois de 1997 à 2002.
Le championnat est réorganisé en 2003 sous une nouvelle formule.
À la suite de la pandémie de Covid-19, la saison 2020 est officiellement annulée le 26 mars 2020 par le Bureau fédéral de la Fédération française de football américain. De ce fait et pour toutes les divisions, aucun titre n'a été décerné au terme de cette saison et il n'y a eu aucune promotion ni relégation en vue de la saison suivante.
Après une réunion en date du 13 mars 2021, la Fédération annule également la saison 2021.

## Logos
De nouveaux logos sont créés pour les compétitions françaises organisées par la fédération, en vue de la saison 2020-2021.

Évolution du logo du championnat
Dès 2021

## Principe
Les 30 équipes du championnat sont réparties en deux "conférences" : A et B, chacune regroupant 3 poules de 5 équipes.
Le championnat se déroule en deux phases distinctes :
- Une phase de poules (qualifications) : les équipes sont regroupées en fonction de leur proximité géographique, et disputent 8 matchs en aller/retour à l'intérieur de leur poule ;
- Une phase de playoffs qui se déroule sous forme d'éliminations directes pour les 8 meilleures équipes de la première phase.

Dans cette division, le niveau des équipes est variable d'un club à l'autre. Les mieux structurés et qui possèdent des moyens financiers et humains luttent pour la promotion. D'autres sont des clubs débutants ou en survivance, souvent confrontés à des problèmes d'effectifs, de logistiques ou en manque de reconnaissance des pouvoirs publics.
Dès la saison 2006, la Fédération, pour remédier à ces différences de niveau, instaure niveau supplémentaire, via un championnat régional (R1). Celui-ci permet aux équipes nouvellement créées ou en difficulté de se structurer et de former les nouveaux joueurs aux arcanes du football américain avant d'être éventuellement promu au niveau national.

## Palmarès
| Saison           | Date (finale)    | Vainqueur                                            | Score                                                | Finaliste                                            |
| Casque de Bronze | Casque de Bronze | Casque de Bronze                                     | Casque de Bronze                                     | Casque de Bronze                                     |
| ---------------- | ---------------- | ---------------------------------------------------- | ---------------------------------------------------- | ---------------------------------------------------- |
| 1989             | 28 mai 1989      | Pionniers de Touraine                                | 43-03                                                | Tigres de Nancy                                      |
| 1990             | 11 février 1990  | Chevaliers d'Orléans                                 | 08-0                                                 | Kangourous de Pessac                                 |
| 1994             | 12 juin 1994     | Comètes de Montrabé                                  | 13-06                                                | Molosses d'Asnières                                  |
| Casque d'argent  |                  |                                                      |                                                      |                                                      |
| 1995             | 9 avril 1995     | Molosses d'Asnières                                  | 32-07                                                | Cougars de Saint-Ouen-l'Aumône                       |
| 1996             | 14 avril 1996    | Falcons de Bron-Villeurbanne (B)                     | 21-14                                                | Rafales de Paris                                     |
| 1997             | 1997             | Félins de Juvignac                                   | 34-02                                                | Artilleurs de Metz                                   |
| 2003             | 27 avril 2003    | Dockers de Nantes                                    | 19-14                                                | Mustangs de Montpellier                              |
| 2004             | 23 mai 2004      | Centaures de Grenoble                                | 28-14                                                | Mousquetaires du Plessis-Robinson                    |
| 2005             | 22 mai 2005      | Centurions de Nîmes                                  | 33-30                                                | Chevaliers d'Orléans                                 |
| 2006             | 21 mai 2006      | Ours de Toulouse                                     | 30-07                                                | Pygargues de Troyes                                  |
| 2007             | 2 juin 2007      | Hurricanes de Montpellier                            | 43-20                                                | Flash de La Courneuve (B)                            |
| 2008             | 21 juin 2008     | Kangourous de Pessac                                 | 28-13                                                | Salamandres du Havre                                 |
| 2009             | 14 juin 2009     | Giants de Saint-Étienne                              | 16-13                                                | Flash de La Courneuve (B)                            |
| 2010             | 13 juin 2010     | Chevaliers d'Orléans                                 | 33-12                                                | Aigles de Chambéry                                   |
| 2011             | 12 juin 2011     | Ours de Toulouse                                     | 19-14                                                | Caïmans 72 du Mans                                   |
| 2012             | 10 juin 2012     | Warriors d'Avignon                                   | 14-13                                                | Flash de La Courneuve (B)                            |
| 2013             | 8 juin 2013      | Falcons de Bron-Villeurbanne                         | 20-07                                                | Pionniers de Touraine                                |
| 2014             | 14 juin 2014     | Aigles de Chambéry                                   | 35-14                                                | Mousquetaires de Paris                               |
| 2015             | 13 juin 2015     | Hurricanes de Montpellier                            | 38-21                                                | Flash de La Courneuve (B)                            |
| 2016             | 18 juin 2016     | Blue Stars de Marseille                              | 14-0                                                 | Vikings de Villeneuve-d'Ascq                         |
| 2017             | 18 juin 2017     | Diables rouges de Villepinte                         | 36-23                                                | Canonniers de Toulon                                 |
| 2018             | 17 juin 2018     | Grizzlys Catalans                                    | 30-14                                                | Dragons de Paris                                     |
| 2019             | 16 juin 2019     | Iron Mask de Cannes                                  | 40-07                                                | Dockers de Nantes                                    |
| 2020             | -                | Saison annulée à la suite de la pandémie de Covid-19 | Saison annulée à la suite de la pandémie de Covid-19 | Saison annulée à la suite de la pandémie de Covid-19 |
| 2021             | -                | Saison annulée à la suite de la pandémie de Covid-19 | Saison annulée à la suite de la pandémie de Covid-19 | Saison annulée à la suite de la pandémie de Covid-19 |
| 2022             | 25 juin 2022     | Caïmans 72 du Mans                                   | 28-24                                                | Aigles Rouges de Nice                                |
| 2023             | 17 juin 2023     | Chevaliers d'Orleans                                 | 22-07                                                | Minotaure de Strasbourg                              |
| 2024             | 15 juin 2024     | Centurions de Nîmes                                  | 31-07                                                | Quarks de Villebon/Longjumeau                        |
| 2025             | 22 juin 2025     | Flash de la Courneuve B                              | 07-0                                                 | Canonniers de Toulon                                 |

### Tableau d'honneur
| Club                           | N.T. | D.Titre | N.F.P. | D.D.F | N.T.F |
| ------------------------------ | ---- | ------- | ------ | ----- | ----- |
| Chevaliers d'Orléans           | 3    | 2023    | 1      | 2005  | 4     |
| Centurions de Nîmes            | 2    | 2024    | 0      | -     | 2     |
| Falcons de Villeurbanne        | 2    | 2013    | 0      | -     | 2     |
| Hurricanes de Montpellier      | 2    | 2015    | 0      | -     | 2     |
| Ours de Toulouse               | 2    | 2011    | 0      | -     | 2     |
| Flash de La Courneuve (B)      | 1    | 2025    | 4      | 2015  | 5     |
| Aigles de Chambéry             | 1    | 2014    | 1      | 2010  | 2     |
| Caïmans 72 du Mans             | 1    | 2022    | 1      | 2011  | 2     |
| Dockers de Nantes              | 1    | 2003    | 1      | 2019  | 2     |
| Kangourous de Pessac           | 1    | 2008    | 1      | 1990  | 2     |
| Molosses d'Asnières            | 1    | 1995    | 1      | 1994  | 2     |
| Pionniers de Touraine          | 1    | 1989    | 1      | 2013  | 2     |
| Blue Stars de Marseille        | 1    | 2016    | 0      | -     | 1     |
| Centaures de Grenoble          | 1    | 2004    | 0      | -     | 1     |
| Comètes de Montrabé            | 1    | 1994    | 0      | -     | 1     |
| Diables Rouges de Villepinte   | 1    | 2017    | 0      | -     | 1     |
| Félins de Juvignac†            | 1    | 1997    | 0      | -     | 1     |
| Giants de Saint-Étienne        | 1    | 2009    | 0      | -     | 1     |
| Grizzlys Catalans              | 1    | 2018    | 0      | -     | 1     |
| Iron Mask de Cannes            | 1    | 2019    | 0      | -     | 1     |
| Warriors d'Avignon             | 1    | 2012    | 0      | -     | 1     |
| Mousquetaires de Paris         | 0    | -       | 2      | 2014  | 2     |
| Aigles Rouges de Nice          | 0    | -       | 1      | 2022  | 1     |
| Artilleurs de Metz             | 0    | -       | 1      | 1997  | 1     |
| Canonniers de Toulon           | 0    | -       | 1      | 2025  | 2     |
| Cougars de Saint-Ouen-l'Aumône | 0    | -       | 1      | 1995  | 1     |
| Dragons de Paris               | 0    | -       | 1      | 2018  | 1     |
| Minotaure de Strasbourg        | 0    | -       | 1      | 2023  | 1     |
| Mustangs de Montpellier†       | 0    | -       | 1      | 2003  | 1     |
| Pygargues de Troyes            | 0    | -       | 1      | 2006  | 1     |
| Rafales de Paris†              | 0    | -       | 1      | 1996  | 1     |
| Salamandres du Havre           | 0    | -       | 1      | 2008  | 1     |
| Tigres de Nancy                | 0    | -       | 1      | 1989  | 1     |
| Vikings de Villeneuve-d'Ascq   | 0    | -       | 1      | 2016  | 1     |
| Quarks de Villebon/Longjumeau  | 0    | -       | 1      | 2024  |       |

† Clubs disparus.

## Saison 2025
Le Championnat de France de D3 est désormais scindé en poules régionales, celles-ci correspondant aux régions administratives.

### Bretagne
| Équipe       | Ville        | Stade                 | Capacité |
| ------------ | ------------ | --------------------- | -------- |
| Les Celtics  | Lorient      | Stade An Arvor        |          |
| Les Kelted   | Quimper      | Stade de Creac'h Gwen | 2355     |
| Les Licornes | Saint-Brieuc |                       |          |
| Le Tonnerre  | Brest        | Stade du Petit Kerzu  |          |

### Bretagne/Pays de Loire
| Équipe       | Ville          | Stade                            | Capacité |
| ------------ | -------------- | -------------------------------- | -------- |
| L'Ankou      | Rennes         | Stade Robert Launay              |          |
| Les Dockers  | Nantes         | Complexe sportif Mangin-Beaulieu | 200      |
| Les Esox     | Basse-Goulaine | Stade des Rouleaux               | 20       |
| Les Mariners | Vannes         | Stade du Foso                    | 200      |

### Pays de Loire
| Équipe         | Ville   | Stade                                        | Capacité |
| -------------- | ------- | -------------------------------------------- | -------- |
| Les Chevaliers | Orléans | Stade de football américain de l'Île Arrault |          |
| Les Pionniers  | Tours   | Stade de la Chambrerie                       |          |
| Les Stallions  | Laval   |                                              |          |
| Les Yankees    | Angers  | Stade Marcel Nauleau                         | 100      |

### Normandie
| Équipe          | Ville                 | Stade                  | Capacité |
| --------------- | --------------------- | ---------------------- | -------- |
| Les Boucaniers  | Fécamp                |                        |          |
| Les Conquérants | Caen                  | Stade de la Pomme d'Or |          |
| Les Killer Bees | Barentin              |                        |          |
| Les Léopards    | Rouen                 |                        |          |
| Les Pirates     | Rouxmesnil-Bouteilles |                        |          |
| Les Salamandres | Le Havre              | Stade Youri Gagarine   |          |
| Les Terribles   | Cherbourg             |                        |          |

### Ile de France Ouest
| Équipe       | Ville               | Stade                | Capacité |
| ------------ | ------------------- | -------------------- | -------- |
| Les Bucks    | Boran-sur-Oise      |                      |          |
| Les Cougars  | Saint-Ouen-l'Aumône | Stade Escutary       | 250      |
| Le Flash     | La Courneuve        | Stade Géo-André      | 1000     |
| Les Lycans   | Les Mureaux         | Stade Léo Lagrange   |          |
| Les Molosses | Asnières-sur-Seine  | Stade Blaise Matuidi | 500      |

### Ile de France Est
| Équipe            | Ville               | Stade                   | Capacité |
| ----------------- | ------------------- | ----------------------- | -------- |
| Les Citizens      | Alfortville         |                         |          |
| Les Corsaires     | Évry                | Stade du parc des Loges |          |
| Les Homies        | Rosny-sous-Bois     |                         |          |
| Les Mousquetaires | Châtenay-Malabry    | Stade Jean Longuet      |          |
| Les Saints        | Villeneuve-le-Comte |                         |          |

### Hauts de France
| Équipe         | Ville          | Stade                 | Capacité |
| -------------- | -------------- | --------------------- | -------- |
| Les Coyotes    | Denain         |                       |          |
| Les Lions      | Carvin         |                       |          |
| Les Mustangs   | Hénin-Beaumont |                       |          |
| Les Poppy's    | Albert         |                       |          |
| Les Spartiates | Amiens         | Stade du Grand Marais | 484      |

### Grand Est
| Équipe         | Ville             | Stade                       | Capacité |
| -------------- | ----------------- | --------------------------- | -------- |
| Les Archanges  | Molsheim          |                             |          |
| Les Artilleurs | Metz              | Stade de La Grange-aux-Bois |          |
| Le Géant       | Souffelweyersheim |                             |          |
| Les Patriotes  | Riedisheim        | Stade du Waldeck            |          |
| Les Tigres     | Nancy             | Stade Raymond Matter        | 500      |

### Grand Est/Bourgogne Franche-Comté
| Équipe        | Ville   | Stade                                             | Capacité |
| ------------- | ------- | ------------------------------------------------- | -------- |
| Les Aigles    | Meaux   |                                                   |          |
| Le Lynx       | Auxerre | Stade Auxerrois                                   |          |
| Les Pygargues | Troyes  | Stade Songis                                      |          |
| Les Spectres  | Sens    |                                                   |          |
| Les Wildcats  | Reims   | Stade de football américain du Complexe Géo André |          |

### Franche-Comté
| Équipe         | Ville            | Stade | Capacité |
| -------------- | ---------------- | ----- | -------- |
| Les Bisons     | Besançon         |       |          |
| Les Centurions | Chalon-sur-Saone |       |          |
| Les Fenris     | Dijon            |       |          |
| Les Hawks      | Lons-le-Saunier  |       |          |
| Les Phénix     | Chaumont         |       |          |

### Nouvelle Aquitaine Nord
| Équipe         | Ville       | Stade                      | Capacité |
| -------------- | ----------- | -------------------------- | -------- |
| Les Devils     | Cenon       |                            |          |
| Les Dragons    | Poitiers    | Plaine de Jeux des Sablons |          |
| Les Phénix     | Limoges     | Stade de Beaublanc         |          |
| Les Sea Devils | La Rochelle | stade Henri Robin          |          |

### Nouvelle Aquitaine Sud
| Équipe          | Ville              | Stade                 | Capacité |
| --------------- | ------------------ | --------------------- | -------- |
| Les Anges       | Mont-de-Marsan     |                       |          |
| Les Atlantes    | Biarritz           | Hippodrome des fleurs |          |
| Les Blue Ravens | Saint-Paul-lès-Dax |                       |          |
| Les Sphinx      | Pau                |                       |          |

### Occitanie Ouest
| Équipe        | Ville        | Stade                                     | Capacité |
| ------------- | ------------ | ----------------------------------------- | -------- |
| Le Hurricane  | Albi         |                                           |          |
| Les Ours      | Toulouse     | Stade de football américain des Argoulets |          |
| Les Rhinos    | Bon-Encontre |                                           |          |
| Les Scorpions | Muret        |                                           |          |

### Occitanie Est
| Équipe          | Ville                  | Stade                          | Capacité |
| --------------- | ---------------------- | ------------------------------ | -------- |
| Les Black Lions | Lunel                  | Complexe Sportif De Dassargues |          |
| Le Hurricane    | Albi                   |                                |          |
| Les Shinigami   | Villeneuve-lès-Béziers |                                |          |
| Les War Eagles  | Teyran                 |                                |          |

### Auvergne Rhone-Alpes Nord
| Équipe         | Ville        | Stade                              | Capacité |
| -------------- | ------------ | ---------------------------------- | -------- |
| Les Aigles     | Chambéry     |                                    |          |
| Les Avalanches | Annecy       | Cran-Gevrier                       |          |
| Les Falcons    | Villeurbanne | Stade des Peupliers (Villeurbanne) |          |
| Les Marshals   | Mâcon        | Stade Jules Révillon               |          |

### Auvergne Rhone-Alpes Sud
| Équipe            | Ville                | Stade                            | Capacité |
| ----------------- | -------------------- | -------------------------------- | -------- |
| Les Diables Bleus | Le Pont-de-Claix     | Complexe sportif Louis Maisonnat |          |
| Les Giants        | Saint-Étienne        | Parc des sports de Méons 2       |          |
| Les Sharks        | Valence (Drôme)      | Stade des Baumes                 |          |
| Les 45ème         | Châteauneuf-du-Rhône |                                  |          |

### Sud
| Équipe             | Ville                     | Stade                                          | Capacité |
| ------------------ | ------------------------- | ---------------------------------------------- | -------- |
| Les Blue Stars     | Marseille                 | Stade Pierre-Delort                            | 300      |
| Les Canonniers     | Toulon                    | Stade Léo Lagrange                             | 2 800    |
| Les Jaguars        | Châteauneuf-les-Martigues | Plaine des Sports De Châteauneuf les martigues |          |
| Les South Fighters | Avignon                   |                                                |          |

## Trophée
Le trophée dénommé Casque d'Argent est remporté chaque année par les champions de D3.